# Отець Стю
«Отець Стю» (англ. Father Stu) — американський художній фільм режисера Розалінд Росс, прем'єра якого відбулася 15 квітня 2022 року. Головні ролі у картині зіграють Марк Волберг, Джекі Вівер та Мел Гібсон.

## Сюжет
Головний герой фільму — боксер, який стає священиком. Він проходить шляхом саморуйнування, щоб знайти себе.

## У ролях
| Актор              | Роль                 |
| ------------------ | -------------------- |
| Марк Волберг       | Стюарт "Стю" Лонг    |
| Джекі Вівер        | Кетлін Лонг          |
| Мел Гібсон         | Білл Лонг            |
| Тереза Руїс        | Кармен               |
| Аарон Мотен        | Хем                  |
| Коді Ферн          | Джейкоб              |
| Малкольм Макдавелл | Монсеньйор Келлі     |
| Ніко Нікотера      | завсідник у барі     |
| Карлос Ліл         | отець Гарсія         |
| Тоні Амендола      | тренер Біч           |
| Коллін Кемп        | адміністратор мотелю |

## Виробництво та прем'єра
Зйомки фільму розпочалися у травні 2021 року в Лос-Анджелесі. Прем'єра відбулася 15 квітня 2022 року.